# Praemia militiae
A praemia militiae a római veteránok végkielégítése a leszolgált katonaidő után.
Már a Római Köztársaságban, de később a Római Birodalomban is a Római légió tagjának lenni élethivatásnak számított: a katonaidő 10–25 év között mozgott. Leszereléskor a katonák a korban nagy összegnek számító végkielégítést kaptak a seregtől, ez volt a premia militiae. Az összeg az obsitos hátralévő életét nagyban meghatározta, kiadásának zűrzavaros időszakokban történő akadozása jelentős belpolitikai feszültség forrása volt.
Augustus császár a katonaidőt megnövelte, a praemia militiae összegét csökkentette. Halála után a hadsereg megpróbálta a rendelkezések visszavonását elérni.